# Miyashita Mikio
Mikio Miyashita (sinh ngày 23 tháng 9 năm 1969) là một cầu thủ bóng đá người Nhật Bản.

## Sự nghiệp câu lạc bộ
Mikio Miyashita đã từng chơi cho Yokohama Marinos.